# Tonny Osaer
Tonny Osaer (soms ook: Tony Osaer) (Nieuwpoort, 19 mei 1965) is een Belgisch componist, muziekpedagoog, dirigent en gitarist. Hij is een zoon van het echtpaar Hubert Osaer en Marie José Marey.

## Levensloop
Osaer behaalde in 1984 de regeringsmedaille gitaar aan het Stedelijke Muziek-Conservatorium. Hij studeerde aan het Koninklijk Conservatorium in Brussel en behaalde eerste prijzen solfège bij Jacques Maertens (1984), harmonie bij Jan D'Haene (1987), gitaar bij Albert Sundermann (1988), contrapunt bij Rafael D'Haene (1989) en HaFaBradirectie bij Jan Segers en Norbert Nozy (1995). Verder studeerde hij kamermuziek bij Marcel Lequeux aan het Koninklijk Conservatorium in Gent en behaalde een eerste prijs in 1994. Zijn studies voltooide hij aan het Lemmensinstituut in Leuven en behaalde aldaar zijn meester in muziek.
Vervolgens naam hij deel aan masterclasses van internationaal bekende gitaristen zoals Yoshinobu Iwanaga in Florenville, Hubert Käppel, Roberto Aussel, Gordon Crosskey, Costas Cotsiolis en L. Szandrey in Boedapest. Hetzelfde maakte hij als dirigent en studeerde in cursussen bij Ed Spanjaard en Jac van Steen in Den Haag alsook bij James Gourlay in Kerkrade.
Hij was als gitaarleraar verbonden aan het "Conservatorium aan Zee - Muziek en Woord" te Oostende van 1998 tot 2004. Al sinds 1991 doceert hij gitaar aan het Stedelijk muziek-conservatorium te Brugge. Hij dirigeert er ook het schoolorkest met de leerlingen van de hogere graad. Samen met Conny Clement vormt hij het duo Veludo.
Als dirigent was hij werkzaam voor de Nieuwpoort Concert Band in Nieuwpoort (1985-2003) en de Constant Moreau Kring in Veurne (1991-1995). Van 1996 tot 2009 was hij dirigent van de Koninklijke Harmonie De Burgersgilde Lichtervelde en van 1999 tot 2010 was hij eveneens dirigent van de Koninklijke Harmonie De Kunstvrienden Sint-Eloois-Winkel. Sinds 2014 dirigeert hij Kamerorkest Da Capo Gent.
Naast bewerkingen van klassieke en popmuziek voor harmonie- en fanfareorkest schreef hij als componist zelf werken voor harmonie- en fanfareorkesten en voor "zijn" instrument, de gitaar.
Hij is sinds 13 april 2004 gehuwd met An Bekaert. Samen heeft het echtpaar twee kinderen Andrès Osaer en Britt Osaer.

## Composities

### Werken voor harmonie- en fanfareorkest
- Farwest Overture
- Jazz-mien
- Sea Side Story

### Werken voor gitaar
- Balladino